# Caldes de Montbui
Caldes de Montbui (em catalão e oficialmente), Caldas de Montbuy ou Caldas de Mombúy (em castelhano) é um município da Espanha, na comarca do Vallès Oriental, província de Barcelona, comunidade autónoma da Catalunha. Tem 38 km² de área e em 2021 tinha 17 797 habitantes (densidade: 468,3 hab./km²).